# Искители (Потенца)
Искители (итал. Ischitelli) је насеље у Италији у округу Потенца, региону Базиликата.
Према процени из 2011. у насељу је живело 7 становника. Насеље се налази на надморској висини од 694 м.